# Kohleria villosa
Kohleria villosa là một loài thực vật có hoa trong họ Tai voi. Loài này được (Fritsch) Wiehler mô tả khoa học đầu tiên năm 1978.